# أم تاج (بندقية)
أمُّ تَاج بندقية نارية من نوع الموزر ذات رصاصة واحدة. سُميت بهذا الاسم لوجود تاج مرسوم على صفحة خزانة الرصاصة. وجمعها أمّهات تاج.

## أنظر أيضا
- غدارة
- خنجر سعودي
- سيف يماني
- سيف سعودي
- سيف القردة